# Saint-Martin-des-Champs (Yonne)
Saint-Martin-des-Champs és un municipi francès, situat al departament del Yonne i a la regió de Borgonya - Franc Comtat. L'any 2007 tenia 280 habitants.

## Demografia

### Població
El 2007 la població de fet de Saint-Martin-des-Champs era de 280 persones. Hi havia 132 famílies, de les quals 48 eren unipersonals (24 homes vivint sols i 24 dones vivint soles), 52 parelles sense fills, 28 parelles amb fills i 4 famílies monoparentals amb fills.
La població ha evolucionat segons el següent gràfic:
Habitants censats

### Habitatges
El 2007 hi havia 198 habitatges, 129 eren l'habitatge principal de la família, 54 eren segones residències i 15 estaven desocupats. 189 eren cases i 8 eren apartaments. Dels 129 habitatges principals, 94 estaven ocupats pels seus propietaris, 28 estaven llogats i ocupats pels llogaters i 7 estaven cedits a títol gratuït; 8 tenien dues cambres, 33 en tenien tres, 40 en tenien quatre i 49 en tenien cinc o més. 109 habitatges disposaven pel capbaix d'una plaça de pàrquing. A 70 habitatges hi havia un automòbil i a 50 n'hi havia dos o més.

### Piràmide de població
La piràmide de població per edats i sexe el 2009 era:
| Homes | Edats   | Dones |
| ----- | ------- | ----- |
| 0     | 95 o +  | 0     |
| 0     | 90 a 94 | 8     |
| 0     | 85 a 89 | 8     |
| 4     | 80 a 84 | 0     |
| 0     | 75 a 79 | 8     |
| 8     | 70 a 74 | 8     |
| 16    | 65 a 69 | 20    |
| 4     | 60 a 64 | 4     |
| 12    | 55 a 59 | 0     |
| 12    | 50 a 54 | 16    |
| 8     | 45 a 49 | 4     |
| 8     | 40 a 44 | 8     |
| 4     | 35 a 39 | 16    |
| 8     | 30 a 34 | 8     |
| 0     | 25 a 29 | 8     |
| 4     | 20 a 24 | 4     |
| 4     | 15 a 19 | 4     |
| 24    | 10 a 14 | 20    |
| 4     | 5 a 9   | 16    |
| 4     | 0 a 4   | 8     |

## Economia
El 2007 la població en edat de treballar era de 186 persones, 146 eren actives i 40 eren inactives. De les 146 persones actives 133 estaven ocupades (69 homes i 64 dones) i 15 estaven aturades (8 homes i 7 dones). De les 40 persones inactives 24 estaven jubilades, 9 estaven estudiant i 7 estaven classificades com a «altres inactius».

### Ingressos
El 2009 a Saint-Martin-des-Champs hi havia 131 unitats fiscals que integraven 293,5 persones, la mediana anual d'ingressos fiscals per persona era de 15.608 €.

### Activitats econòmiques
Dels 8 establiments que hi havia el 2007, 1 era d'una empresa extractiva, 2 d'empreses de construcció, 1 d'una empresa de comerç i reparació d'automòbils, 1 d'una empresa de transport, 1 d'una empresa d'hostatgeria i restauració, 1 d'una empresa de serveis i 1 d'una entitat de l'administració pública.
Dels 3 establiments de servei als particulars que hi havia el 2009, 1 era un paleta, 1 lampisteria i 1 restaurant.
L'any 2000 a Saint-Martin-des-Champs hi havia 14 explotacions agrícoles que ocupaven un total de 1.500 hectàrees.

## Poblacions més properes
El següent diagrama mostra les poblacions més properes.